# Видавка (река)
Вида́вка (пол. Widawka) — река в Польше, правый приток Варты, протекает по территории Радомщанского, Белхатувского, Ласкского и Здуньсковольского повятов в южной части Лодзинского воеводства.
Длина реки составляет 95,8 км, площадь водосборного бассейна — 2,4 тысячи км². Средний расход воды в устье с 1951 по 1990 года — 13,9 м³/с.
Начинается юго-восточнее села Кодромб на высоте 240 м над уровнем моря. В верховье питается главным образом за счёт подземных вод, откачиваемых из рудников. Генеральным направлением течения реки является северо-запад. Около Пстроконе сливается с верховьем Варты на высоте 136 м над уровнем моря.
Основные притоки (от истока): Ракувка (правый), Пилься (правый), Красова (левый), Хшонставка (правый), Грабя (правый), Нецеч (левый). Крупнейший приток — Грабя, сливается с низовьем Видавки около Видавы.
В низовье от Рогузьно до устья течёт в пределах регионального ландшафтного парка «Междуречье Варты и Видавки».